# Amir Aczel
Amir Dan Aczel (Haifa, 1950. november 6. – Nîmes, 2015. november 26.) izraeli születésű amerikai matematikus és matematika- és tudománytörténeti előadó, valamint népszerű matematikai és tudományos könyvek szerzője.

## Élete
Amir D. Aczel az izraeli Haifában született. Édesapja egy elsősorban a Földközi-tengeren közlekedő személyszállító hajó kapitánya volt. Tízéves korában Aczel apja megtanította fiának, hogyan kell hajót kormányozni és navigálni. Ez ihlette Aczel The Riddle of the Compass (Az iránytű rejtélye) című könyvét. 1969-ben végzett a Haifai Héber Reáliskolában.
Aczel 21 évesen a Berkeley-i Kaliforniai Egyetemen tanult. Matematikából 1975-ben szerzett BA diplomát, 1976-ban pedig a tudományok mestere címet. Néhány évvel később Aczel az Oregoni Egyetemen szerzett PhD fokozatot statisztikából.
Aczel matematikát tanított kaliforniai, alaszkai, massachusettsi, olaszországi és görögországi egyetemeken. Feleségével, Debrával 1984-ben kötött házasságot, és egy lánya, Miriam és egy mostohalánya volt. Professzori állást vállalt a Massachusetts állambeli Bentley College-ban, ahol statisztikát, tudománytörténetet és matematikatörténetet tanított. Két statisztikai tankönyv szerzője. A Bentleyben tanított, és több nem technikai jellegű könyvet írt a matematikáról és természettudományokról, valamint két tankönyvet. A Fermat's Last Theorem (ISBN 978-1-56858-077-7) című könyve bestseller volt az Egyesült Államokban, és jelölték a Los Angeles Times könyvdíjára. Aczel szerepelt a CNN, a CNBC, a History Channel és a Nightline műsoraiban. 2004-ben a John Simon Guggenheim Emlékalapítvány ösztöndíjasa volt, 2007-ben a Harvard Egyetem tudománytörténeti vendégkutatója volt (2007), 2015-ben megjelent Finding Zero című könyvének (ISBN 978-1-137-27984-2) kutatásához pedig a Sloan Alapítvány ösztöndíját kapta. 2003-ban a Bostoni Egyetem Tudományfilozófiai és Tudománytörténeti Központjának kutatója lett, 2011 őszétől pedig matematika kurzusokat tanít a bostoni Massachusettsi Egyetemen. 2008-ban a mexikói Pueblában megrendezett La Ciudad de las Ideas (Az ötletek városa) előadóként szerepelt és 2011-ben. A franciaországi Nîmes-ben halt meg 2015-ben rákban.

## Művei
- Complete Business Statistics, 8th Edition, 2012. ISBN 978-1935938187
- Statistics: Concepts and Applications, 1995. ISBN 978-0256119350
- How to Beat the I.R.S. at Its Own Game: Strategies to Avoid and Fight an Audit, 1996. ISBN 978-1-56858-048-7
- Fermat's Last Theorem: Unlocking the Secret of an Ancient Mathematical Problem, 1997. ISBN 978-1-56858-077-7[6]
- God's Equation: Einstein, Relativity, and the Expanding Universe, 1999. ISBN 1-56858-139-4[7]
- The Mystery of the Aleph: Mathematics, the Kabbalah, and the Search for Infinity, 2000. ISBN 1-56858-105-X
- Probability 1: The Book That Proves There Is Life in Outer Space, Harvest Books, January 2000. ISBN 0-15-601080-1.
- The Riddle of the Compass: The Invention that Changed the World, 2001. ISBN 0-15-100506-0
- Entanglement: The Greatest Mystery in Physics, 2002. ISBN 978-1-56858-232-0 and ISBN 978-0-452-28457-9[8]
- Pendulum: Léon Foucault and the Triumph of Science, 2003. ISBN 0-7434-6478-8
- Chance: A Guide to Gambling, Love, and the Stock Market, 2004. ISBN 1-56858-316-8
- Descartes' Secret Notebook: A True Tale of Mathematics, Mysticism, and the Quest to Understand the Universe, 2005. ISBN 0-7679-2033-3
- The Artist and the Mathematician: The Story of Nicolas Bourbaki, the Genius Mathematician Who Never Existed, 2007. High Stakes Publishing, London. ISBN 1-84344-034-2.[9]
- The Jesuit and the Skull: Teilhard de Chardin, Evolution, and the Search for Peking Man, 2007. ISBN 978-1-594-48956-3
- Uranium Wars: The Scientific Rivalry that Created the Nuclear Age, 2009. ISBN 978-0-230-61374-4
- The Cave and the Cathedral: How a Real-Life Indiana Jones and a Renegade Scholar Decoded the Ancient Art of Man, 2009. ISBN 978-0-470-37353-8
- Present at the Creation: The Story of CERN and the Large Hadron Collider, 2010. ISBN 978-0-307-59167-8  Present at the Creation: Discovering the Higgs Boson, updated, Crown (2012). ISBN 9780307591821
- A Strange Wilderness: The Lives of the Great Mathematicians, 2011. ISBN 978-1-4027-8584-9
- Why Science Does Not Disprove God, 2014. ISBN 978-0-062-23061-4[10]
- Finding Zero, 2015. ISBN 978-1-137-27984-2
- My Search for Ramanujan: How I Learned to Count. Springer (2016. április 13.). ISBN 978-3319255668

### Magyarul megjelent
- Isten egyenlete: Einstein, a relativitás és a táguló világegyetem (God's equation) – Akkord, Budapest, 2004 · ISBN 963942952X · Fordította: Erdeős Zsuzsanna
- A nagy Fermat-tétel (Fermat's last theorem) – Akkord, Budapest, 2004 · ISBN 9639429538 · Fordította: Csiszár Villő

## Fordítás
- Ez a szócikk részben vagy egészben  az   Amir Aczel című angol Wikipédia-szócikk fordításán alapul.  Az eredeti cikk szerkesztőit annak laptörténete sorolja fel. Ez a jelzés csupán a megfogalmazás eredetét és a szerzői jogokat jelzi, nem szolgál a cikkben szereplő információk forrásmegjelöléseként.